# Convento di San Francesco (Cairo Montenotte)
L'ex convento di San Francesco d'Assisi è un luogo di culto cattolico situato nel comune di Cairo Montenotte, in strada Ville, in provincia di Savona.

## Storia e descrizione
Realizzato nel XIII secolo, su volontà di Ottone del Carretto, è il monumento più prestigioso di Cairo Montenotte.
Nel XVI secolo il pittore Guglielmo Caccia - detto Moncalvo - ne raffigura con affreschi la vita di san Francesco d'Assisi nel chiostro a quindici colonne in pietra. Altri rifacimenti si ebbero nel XVII secolo.
Durante le campagne napoleoniche del 1796 e 1799 subì gravi danni, dovuto al saccheggio e all'immediato incendio francese. Nel 1805 finì ogni attività religiosa.
Nel 2008 sono stati finanziati ed avviati importanti interventi di recupero dell'intero complesso (dal monastero alla chiesa, ai ventisette ettari circostanti), sito che nel 2014 ha visto la sua riapertura al pubblico.